# Пам'ятки історії Бахмутського району
У Бахмутському районі Донецької області на обліку перебуває 76 пам'яток історії.
| № пп | Охорон. номер. | Найменування пам'ятки | Місцезнаходження пам'ятки                                                                                  | Рік встановлення     | Автор.                  | Рішення                |
| ---- | -------------- | --- | --- | -------------------- | ----------------------- | ---------------------- |
| 1    | 1784           | Братська могила радянських воїнів Південного і Південно-Західного фронтів | Бахмутський р-н, Сіверська м/р, м. Сіверськ, вул.Журби                                                     | 1965 р.              | -                       | 12.02.1975 р. № 84     |
| 2    | 840            | Пам'ятник трудової слави — трактор «Універсал» | Бахмутський р-н, Сіверська м/р, м. Сіверськ, вул. Суворова, 32                                             | 1969 р.              | -                       | 19.04.1983 р. № 280-р  |
| 3    | 835            | Братська могила радянських воїнів Південно-Західного фронту | Бахмутський р-н, Сіверська м/р, м. Сіверськ, вул. Донецька, цвинтар с-ща Чорногорівка                      | 1946 р.              | -                       | 17.12.1969 р. № 724    |
| 4    | 1920           | Братська могила партизанів громадянської війни і радянських воїнів Південного і Південно-Західного фронтів | Бахмутський р-н, Сіверська м/р, м. Сіверськ, пр. Дружби народів, 91                                        | 1965 р.              | -                       | 19.04.1983 р. № 280-р  |
| 5    | 838            | Братська могила радянських воїнів Південного фронту і партизанів | Бахмутський р-н, Сіверська м/р, м. Сіверськ, вул. Залізнична, біля ЗОШ № 1                                 | 1946 р.              | -                       | 19.04.1983 р. № 280-р  |
| 6    | 788            | Братська могила червоноармійців і радянських воїнів Південного і Південно-Західного фронтів | Бахмутський р-н, Сіверська м/р, м. Сіверськ, залізничний міст через р. Каменка                             | 1946 р.              | -                       | 17.12.1969 р. № 724    |
| 7    | 1916           | Братська могила радянських воїнів Південного фронту | Бахмутський р-н, Сіверська м/р, м. Сіверськ, вул. Зарічна, 106                                             | 1965 р.              | -                       | 19.04.1983 р. № 280-р  |
| 8    | 1917           | Братська могила радянського воїна і мирних громадян | Бахмутський р-н, Сіверська м/р, м. Сіверськ, вул. Зарічна, 106                                             | 1946 р.              | -                       | 19.04.1983 р. № 280-р  |
| 9    | 1921           | Меморіал: братська могила радянських воїнів Південного і Південно-Західного фронтів; пам'ятник Губарєву А. Г., Герою Радянського Союзу; пам'ятник Новодрану П. Ф., Герою Радянського Союзу; пам'ятник землякам | Бахмутський р-н, Сіверська м/р, м. Сіверськ, пр-кт Миру (Леніна), Парк Слави                               | 1970 р.              | -                       | 19.04.1983 р. № 280-р  |
| 10   | 1918           | Братська могила радянських воїнів Південного фронту і партизанів | Бахмутський р-н, Сіверська м/р, м. Сіверськ, вул. Першотравнева, 4                                         | 1965 р.              | -                       | 19.04.1983 р. № 280-р  |
| 11   | 3146           | Могила Кисиленка С. В, воїна-афганця | Бахмутський р-н, Сіверська м/р, м. Сіверськ, вул. Пушкіна, цвинтар.                                        | 1987 р.              | -                       | 14.07.1993 р. № 419    |
| 12   | 1919           | Братська могила радянських воїнів Південного фронту і партизанів | Бахмутський р-н, Сіверська м/р, м. Сіверськ, вул. Шкільна, Родіонівський цвинтар.                          | 1965 р.              | -                       | 19.04.1983 р. № 280-р  |
| 13   | 818            | Братська могила партизанів громадянської війни, радянських воїнів і жертв фашизму | Бахмутський р-н, Луганська сел/р, смт Луганське, вул. Центральна, сквер                                    | 1957 р.              | -                       | 5.09.1973 р. № 475     |
| 14   | 2033           | Братська могила радянських воїнів | Бахмутський р-н, Луганська сел/р, с. Воздвіженка ( Красний Пахар), вул. Ювілейна (цвинтар).                | 1945 р.              | -                       | 17.12.1969 р. № 724    |
| 15   | 791            | Братська могила радянських воїнів Південного і Південно-Західного фронтів | Бахмутський р-н, Берестівська с/р, с. Берестове, вул. Центральна                                           | 1970 р.              | -                       | 5.09.1973 р. № 475     |
| 16   | 794            | Братська могила радянських воїнів Південного і Південно-Західного фронтів | Бахмутський р-н, Берестівська с/р, с-ще Спірне, вул. Центральна                                            | 1967 р. рек. 1997 р. | -                       | 17.12.1969 р. № 724    |
| 17   | 797            | Братська могила радянських воїнів Південного і Південно-Західного фронтів | Бахмутський р-н, Васюківська с/р, с. Васюківка, вул. Миру                                                  | 1962 р.              | -                       | 17.12.1969 р. № 724    |
| 18   | 800            | Братська могила радянських воїнів Південного і Південно-Західного фронтів та воїнам землякам | Бахмутський р-н, Васюківська с/р, с. Пазено, вул. Польова ( край села)                                     | 1971 р.              | -                       | 19.04.1983 р. № 280-р  |
| 19   | 798            | Могила Забіяки І. І., радянського воїна, молодшого лейтенанта | Бахмутський р-н, Васюківська с/р, с. Пазено, вул. Лісова                                                   | 1964 р.              | -                       | 17.12.1969 р. № 724    |
| 20   | 799            | Братська могила радянських воїнів Південного і Південно-Західного фронтів | Бахмутський р-н, Васюківська с/р, с. Федорівка, на цвинтарі (край села)                                    | 1964 р.              | -                       | 17.12.1969 р. № 724    |
| 21   | 801            | Братська могила радянських воїнів Південного і Південно-Західного фронтів та пам'ятник односельчанам | Бахмутський р-н, Верхньокам'янська с/р, с. Верхньокам'янське (роздоріжжя пер. Шкільний, пер.Нагірний)      | 1962 р. рек. 1976 р. | -                       | 17.12.1969 р. № 724    |
| 22   | 802            | Братська могила радянських воїнів Південного і Південно-Західного фронтів | Бахмутський р-н, Верхньокам'янська с/р, с. Івано-Дар'ївка (за межами села)                                 | 1946 р. рек. 1989 р. | -                       | 17.12.1969 р. № 724    |
| 23   | 803            | Братська могила радянських воїнів Південно-Західного фронту | Артемівський р-н, Верхньокам'янська с/р, с. Івано-Дар'ївка, старий цвинтар (за межами села)                | 1968 р.              | -                       | 17.12.1969 р. № 724    |
| 24   | 805            | Братська могила радянських воїнів Південного і Південно-Західного фронтів | Бахмутський р-н, Володимирівська с/р, с-ще Володимирівка, вул. Гагаріна                                    | 1974 р.              | -                       | 17.12.1969 р. № 724    |
| 25   | 3143           | Могила Овчаренка І. І, воїна-афганця, прапорщика | Бахмутський р-н, Володимирівська с/р, с-ще Володимирівка, вул. Центральна, цвинтар.                        | 1985 р.              | -                       | 14.07.1993 р. № 419    |
| 26   | 124            | Братська могила радянських воїнів та партизан | Бахмутський р-н с-ще Володарського, вул. Володарського                                                     | 1957 р.              | -                       | 17.12.1969 р. № 724    |
| 27   | 832            | Братська могила радянських воїнів Південного і Південно-Західного фронтів | Бахмутський р-н, Дронівська с/р, с. Дронівка, вул. Шкільна                                                 | 1964 р.              | -                       | 17.12.1969 р. № 724    |
| 28   | 810            | Братська могила радянських воїнів Південного і Південно-Західного фронтів | Бахмутський р-н, Зайцівська с/р, с. Зайцеве, вул. Копіративна                                              | 1958 р.              | -                       | 17.12.1969 р. № 724    |
| 29   | 808            | Братська могила радянських воїнів Південного і Південно-Західного фронтів та підпільників | Бахмутський р-н, Званівська с/р, с. Званівка, пр. Перемоги                                                 | 1965 р.              | -                       | 17.12.1969 р. № 724    |
| 30   | 809            | Братська могила радянських воїнів Південного і Південно-Західного фронтів | Бахмутський р-н, Званівська с/р, с. Переїзне, вул. Горького                                                | 1956 р.              | -                       | 17.12.1969 р. № 724    |
| 31   | 33             | Пам'ятник Гаршину В. М, видатному російському письменнику-гуманісту | Бахмутський р-н, Званівська с/р, с. Переїзне, на подвір'ї школи                                            | 1991 р.              | Скульптор: Ю.Архіпова   | 29.03.1999 р. № 161    |
| 32   | 786            | Братська могила комунарів | Бахмутський р-н, Калинівська с/р, с-ще Калинівка, вул. Лісова                                              | 1927 р.              | -                       | 5.09.1973 р. № 475     |
| 33   | 807            | Братська могила радянських воїнів Південного і Південно-Західного фронтів та підпільників | Бахмутський р-н, Калинівська с/р, с-ще Калинівна, вул. Лісова                                              | 1953 р.              | -                       | 17.12.1969 р. № 724    |
| 34   | 789            | Братська могила Казаченка І. П., борця за Радянську владу та радянських воїнів Південного і Південно-Західного фронтів                                                                                         | Бахмутський р-н, Клинівська с/р, с. Клинове, вул. Козаченка, 1                                             | 1962 р.              | -                       | 17.12.1969 р. № 724    |
| 35   | 814            | Братська могила радянських воїнів Південного і Південно-Західного фронтів | Бахмутський р-н, Клинівська с/р, с. Клинове у 3 км в сторону с. Покровське, біля ставка «Атаманське»       | 1965 р.              | -                       | 17.12.1969 р. № 724    |
| 36   | 1924           | Братська могила радянських воїнів Південного і Південно-Західного фронтів, підпільників і жертв фашизму | Бахмутський р-н, Клинівська с/р, с. Клинове, вул. Лісова (цвинтар)                                         | 1943 р. рек. 1984 р. | -                       | 17.12.1969 р. № 724    |
| 37   | 812            | Братська могила радянських воїнів | Бахмутський р-н, Клинівська с/р, с. Відродження, вул. Козаченка                                            | 1964 р.              | -                       | 17.12.1969 р. № 724    |
| 38   | 815            | Братська могила жертв фашизму і радянського воїна | Бахмутський р-н, Кодемська с/р, с. Кодема, вул. Центральна                                                 | 1954 р. рек. 1989 р. | -                       | 17.12.1969 р. № 724    |
| 39   | 3144           | Могила Друппа О. В, воїна-афганця | Бахмутський р-н, Кодемська с/р, с. Кодема, вул. Центральна, цвинтар.                                       | 1987 р.              | -                       | 14.07.1993 р. № 419    |
| 40   | 813            | Братська могила радянських воїнів Південного і Південно-Західного фронтів | Артемівський р-н, Комунівська с/р, с. Комуна, с. Калинівка, вул. Річна (на пригорку)                       | 1950 р.              | -                       | 5.09.1973 р. № 475     |
| 41   | 816            | Братська могила радянських воїнів Південно-Західного фронту і пам'ятник односельчанам | Бахмутський р-н, Іванівська сільська рада, с. Іванівське, вул. Зарічна                                     | 1964 р.              | -                       | 17.12.1969 р. № 724    |
| 42   | 1928           | Пам’ятний знак воїнам-землякам. | Бахмутський район, Іванівська сільська рада, с-ще Хромове, вул. Вільямса                                   | 1970 р.              | -                       | 05.09.1973 р. № 475    |
| 43   | 1925           | Братська могила радянських воїнів Південно-Західного фронту | Бахмутський р-н, Іванівська сільська рада, с-ще Хромове, вул. Совхозна                                     | 1967 р.              | -                       | 19.04.1983 р. № 280-р  |
| 44   | 817            | Братська могила радянських воїнів Південного і Південно-Західного фронтів | Бахмутський район, Іванівська сільська рада, с. Кліщіївка, вул. Шкільна                                    | 1964 р.              | -                       | 17.12.1969 р. № 724    |
| 45   | 822            | Братська могила радянських воїнів | Бахмутський район, Міньківська сільська рада, с. Міньківка, вул. Центральная                               | 1957 р.              | -                       | 17.12.1969 р. № 724    |
| 46   | 821            | Братська могила жертв фашизму | Бахмутський район, Міньківська сільська рада, с. Дубово-Василівка на окраїні села                          | 1972 р.              | -                       | 5.09.1973 р. № 475     |
| 47   | 1926           | Братська могила жертв фашизму | Бахмутський район, Міньківська сільська рада, с. Оріхово-Василівка, вул. Чкалова, цвинтар                  | 1972 р.              | -                       | 19.04.1983 р. № 280-р  |
| 48   | 824            | Братська могила радянських воїнів Південного фронту | Бахмутський район, Міньківська сільська рада, с. Оріхово-Василівка, вул. Чкалова, цвинтар                  | 1972 р.              | -                       | 17.12.1969 р. № 724    |
| 49   | 823            | Братська могила радянських воїнів Південно-Західного фронту | Бахмутський район, Міньківська сільська рада, с. Привілля, біля автотраси Ростов — Харків                  | 1949 р.              | -                       | 17.12.1969 р. № 724    |
| 50   | 796            | Братська могила радянських воїнів Південного і Південно-Західного фронтів та жертв фашизму | Бахмутський р-н, Никифорівська с/р, с. Никифорівка, вул. Тімірязєва                                        | 1964 р.              | -                       | 17.12.1969 р. № 724    |
| 51   | 820            | Братська могила радянських воїнів Південного і Південно-Західного фронтів | Бахмутський р-н, Новогригорівська с/р, с. Новогригорівка, вул. Октябирьська                                | 1952 р.              | -                       | 17.12.1969 р. № 724    |
| 52   | 834            | Братська могила радянських воїнів Південного і Південно-Західного фронтів | Бахмутський р-н, Новолуганська с/р, с-ще Новолуганське, вул. Першетравнева                                 | 1974 р.              | -                       | 5.09.1973 р. № 475     |
| 53   | 3145           | Могила Беспалова В. Г, воїна-афганця | Бахмутський р-н, Новолуганська с/р, с. Семигір'я, вул. Безпалова, цвинтар.                                 | 1985 р.              | -                       | 14.07.1993 р. № 419    |
| 54   | 811            | Братська могила радянських воїнів Південно-Західного фронту | Бахмутський р-н, Опитненська с/р, с-ще Опитне, вул. Шкільна                                                | 1961 р.              | -                       | 17.12.1969 р. № 724    |
| 55   | 826            | Братська могила радянських воїнів, партизанів і пам'ятник воїнам-односельчанам | Бахмутський р-н, Парасковіївська с/р, с. Парасковіївка, вул. Володарського                                 | 1974 р.              | -                       | 17.12.1969 р. № 724    |
| 56   | 825            | Братська могила радянських воїнів Південного і Південно-Західного фронтів та жертв фашизму | Бахмутський р-н, Покровська с/р, с. Покровське, вул. 40 років Перемоги                                     | 1958 р.              | -                       | 17.12.1969 р. № 724    |
| 57   | 839            | Пам'ятник Носакову В. і піонерам-підпільникам | Бахмутський р-н, Покровська с/р, с. Покровське, вул. 40 років Перемоги                                     | 1968 р.              | -                       | 17.12.1969 р. № 724    |
| 58   | 829            | Братська могила радянських воїнів Південного і Південно-Західного фронтів та пам'ятник односельчанам | Бахмутський р-н, Різниківська с/р, с. Різниківка, вул. Центральна                                          | 1976 р.              | -                       | 17.12.1969 р. № 724    |
| 59   | 828            | Братська могила радянських воїнів Південного і Південно-Західного фронтів, жертв фашизму і пам'ятник односельчанам                                                                                             | Бахмутський р-н, Різниківська с/р, с. Свято-Покровське, вул. Шкільна                                       | 1967 р. рек. 1975 р. | -                       | 17.12.1969 р. № 724    |
| 60   | 827            | Братська могила радянських воїнів Південного і Південно-Західного фронтів. | Бахмутський р-н, Роздолівська с/р, с. Роздолівка, вул. Толочкова                                           | 1967 р.              | -                       | 17.12.1969 р. № 724    |
| 61   | 1927           | Братська могила радянських воїнів Південного і Південно-Західного фронтів. | Бахмутський р-н, Роздолівська с/р, с. Роздолівка,пр. Незалежності, біля клубу                              | 1975 р.              | -                       | 19.04.1983 р. № 280-р  |
| 62   | 787            | Братська могила партизанів громадянської війни, радянських воїнів Південного і Південно-Західного фронтів. | Бахмутський р-н, Серебрянська с/р, с. Серебрянка, вул. Шкільна                                             | 1973 р.              | -                       | 5.09.1973 р. № 475     |
| 63   | 830            | Братська могила радянських воїнів Південного і Південно-Західного фронтів. | Бахмутський р-н, Серебрянська с/р, с. Серебрянка, вул. Вишнева                                             | 1966 р. рек. 1983 р. | -                       | 5.09.1973 р. № 475     |
| 64   | 34             | Пам'ятник Шаповалу М. Ю, вченому, письменнику, публіцисту та громадському діячу | Бахмутський р-н, Серебрянська с/р, с. Серебрянка, вул. Центральна (подвір’я школи)                         | 1993 р.              | Скульптор: Гонтар С. О. | 14.07.1993 р. № 419    |
| 65   | 831            | Братська могила радянських воїнів Південного і Південно-Західного фронтів | Бахмутський р-н, Серебрянська с/р, с. Григорівка, вул. Гагаріна                                            | 1950 р.              | -                       | 17.12.1969 р. № 724    |
| 66   | 790            | Братська могила радянських воїнів | Бахмутський р-н, Яковлівська с/р, с. Яковлівка., вул. Донецька, сквер.                                     | 1975 р.              |                         | 5.09.1973 р. № 475     |
| 67   | 3142           | Могила Горобця О. В., воїна-афганця, сержанта | Бахмутський р-н, Яковлівська с/р, с. Яковлівка, вул. Молодіжна, цвинтар.                                   | 1986 р.              | -                       | 14.07.1993 р. № 419    |
| 68   | 793            | Братська могила радянських воїнів Південного і Південно-Західного фронтів | Бахмутський р-н, Яковлівська с/р, с. Білогорівка, вулю Лісова                                              | 1969 р.              | -                       | 5.09.1973 р. № 475     |
| 69   | 795            | Братська могила радянських воїнів Південного і Південно-Західного фронтів | Бахмутський р-н, Яковлівська с/р, с. Василівка, вул. Центральна                                            | 1964 р.              | -                       | 5.09.1973 р. № 475     |
| 70   | 792            | Братська могила радянських воїнів Південного і Південно-Західного фронтів | Бахмутський р-н, Яковлівська с/р, с. Веселе., вул. Перемога                                                | 1969 р.              | -                       | 5.09.1973 р. № 475     |
| 71   | 1929           | Пам'ятник воїнам-односельчанам | Бахмутський р-н, Міньківська с/р, с. Міньківка, вул. Центральная                                           | 1972 р.              | -                       | 17.12.1969 р. № 724    |
| 72   | 819            | Пам'ятник воїнам-односельчанам | Бахмутський р-н, Луганська сел/р, смт Луганське, вул. Центральна                                           | 1970 р.              | -                       | 5.09.1973 р. № 475     |
| 73   | 2185           | Пам'ятний знак воїнам-заводчанам | Бахмутський р-н, Сіверська м/р, м. Сіверськ, пр-к Миру (Леніна), 6, біля Сіверського доломітного комбінату | 1985 р.              | -                       | 22.07. 1987 р. № 338-р |
| 74   | 2186           | Пам'ятник воїнам-землякам | Бахмутський р-н, Бахмутська с/р, с. Бахмутське, площа Перемоги                                             | 1985                 |                         | 22.07.1983 р. № 338-р  |
| 75   | 841            | Пам'ятник В.І.Леніну (знятий) | Бахмутський р-н, Міньківська с\р с. Міньківка                                                              | 1966                 |                         | 17.12.1969 р. № 724    |
| 76   | 209            | Братська могила радянських воїнів Південного фронту та мирних мешканців | Бахмутський район, Миронівська селищна рада, смт Миронівський, вул. Миру, 137                              | 1966р.,рек 1983р.    | -                       | 17.12.1969 р. № 724    |
| 77   | 84             | Пам’ятник воїнам-землякам | Бахмутський район, Світлодарська міська рада, м. Світлодарськ, пр..Перемоги, 81                            | 1985 р.              | -                       | 21.06.2000 р. № 376 р  |
| 78   | 212            | Могила воїна-афганця Шептекита Ю.А. | Бахмутський район, Світлодарська міська рада, м. Світлодарськ, Цвинтар, ряд.4, мог.15                      | 1984 р.              | -                       | 14.07.1993 р. № 419    |
|      |                | | |                      |                         |                        |